# Rheintal bei Lorch
Rheintal bei Lorch este o arie protejată (arie specială de conservare — SAC, sit de importanță comunitară — SCI) din Germania întinsă pe o suprafață de 143,92 ha, integral pe uscat.

## Localizare
Centrul sitului Rheintal bei Lorch este situat la coordonatele 50°03′29″N 7°48′22″E / 50.0581°N 7.8061°E.

## Înființare
Situl Rheintal bei Lorch a fost declarat sit de importanță comunitară în iunie 2000 pentru a proteja 5 specii de animale. Situl a fost protejat și ca arie specială de conservare în martie 2008.

## Biodiversitate
Situată în ecoregiunea continentală, aria protejată conține 9 habitate naturale: Ape stătătoare oligotrofe până la mezotrofe, cu vegetație de Littorelletea uniflorae și/sau de Isoëto-Nanojuncetea, Tufărișuri subcontinentale peripanonice, Pajiști uscate seminaturale și facies de acoperire cu tufișuri pe substraturi calcaroase (Festuco-Brometalia) (* situri importante pentru orhidee), Formațiuni ierboase bogate în specii de Nardus, dezvoltate pe substraturi silicioase în zone montane (și în zone submontane, în Europa continentală), Fânețe de joasă altitudine (Alopecurus pratensis, Sanguisorba officinalis), Grohotișuri silicioase medio-europene, la altitudine înaltă, Pante stâncoase silicioase cu vegetație casmofită, Roci stâncoase cu vegetație pionieră de Sedo-Scleranthion sau Sedo albi-Veronicion dillenii, Păduri de stejar și carpen Galio-Carpinetum.
La baza desemnării sitului se află mai multe specii protejate:
- păsări (4): presură de munte (Emberiza cia), sfrâncioc roșiatic (Lanius collurio), gaia roșie (Milvus milvus), pupăză (Upupa epops)
- nevertebrate (1): Euplagia quadripunctaria

Pe lângă speciile protejate, pe teritoriul sitului au mai fost identificate 42 de specii de plante, 1 specie de amfibieni, 49 de specii de nevertebrate, 3 specii de reptile.